# Lucho Paz
Luis Eladio Paz Díaz (Chiclayo, 18 de febrero de 1963), más conocido como Lucho Paz, es un cantante  peruano de música tropical.

## Biografía

### Comienzos
A inicios de los años 1980 participó en popular concurso televisivo Trampolín a la fama de Augusto Ferrando, quedando en el segundo lugar. En 1982 participó en Festivisión, ocupando el primer lugar del concurso.

### Grupo 5 (1982-1992)
Es así que en 1982, recibe la llamada de Elmer Yaipén Uypan quien se encontraba en busca de un reemplazo para Wilfredo Mendoza Castillo. Es así como Lucho Paz se encargaría de los temas en balada, mientras que Elmer interpretaría los temas con ritmos tropicales que sería la nueva propuesta y futura identidad de la agrupación.
En 1983 participa en el disco El show internacional del... Grupo 5, donde Lucho interpreta 3 temas en balada.
En 1984 tiene su primera interpretación en el género tropical, donde se encarga de interpretar la cumbia «Sueño contigo», homónimo del cuarto disco de Grupo 5.
En 1992 participa por tercera vez con la agrupación, concluyendo su primer paso por la agrupación.

### Primera etapa como solista, Los Hermanos Calvay y Agua Marina (1993-1996, 1996-1998, 1998-1999)
Meses después llegó a la Lima para probar suerte como solista, donde graba 2 sencillos. Donde por algunos motivos desconocidos, no le va bien.
Es en 1996 donde recibe el llamado de la orquesta Los Hermanos Calvay, donde llega a coincidir con su hermano Kike Paz.
Aún pertenecía a Los hermanos Calvay, cuando recibe el llamado de la agrupación Agua Marina, quienes le proponen interpretar un tema que era el último del disco. El tema era de registro alto, por lo que Lucho era ideal para interpretarlo, dicho tema era «Tu amor fue una mentira», la cual se convirtió en el éxito del disco.

### Segunda etapa como solista con Caña Brava (2000-2007)
A inicios de 2000 recibe una propuesta para lanzar su propia orquesta, llamada Caña Brava. Donde lanza ritmos netamente norteños. Siendo uno de los temas más famosos «El casorio» y «Tu ausencia». Durante 2004 y 2006 Lucho opta por darse un receso y así poder colaborar con orquestas grandes. pero sin terminar vínculos con Caña Brava.
La controversia aparece a finales de 2006, cuando los 3 temas que grabaría junto a Hermanos Yaipén, serían reciclados por su propio mánager y asociado, sobreponiendo el logo de Caña Brava encima de los temas. Hecho que haría que Caña Brava sea reconocida por el público como el intérprete de dichos temas. Esto causaría un disgusto en Lucho, lo cual sumado a otros problemas en 2007 haría que abandone la agrupación. Mientras que Caña Brava seguiría como orquesta en solitario.

### Segunda etapa en Grupo 5 y colaboración con Hermanos Yaipén (2004-2005, 2006)
A su regreso con Grupo 5 desde marzo de 2004, graba temas los cuales harían que la orquesta despunte en el norte, como «Me alejé del amor», «Dile», «Morir de amor», «La carta» y el gran éxito «Motor y motivo». Temas que serían promocionados aún después de la salida de Lucho, lo cual ocasionaría controversias entre ambas partes. 
En 2006 donde recibe el llamado de Walter y Javier Yaipén para grabar 3 temas en colaboración, los cuales serían: «Que levante la mano», «Otra noche sin ti» y «Un sueño».

### Tercera etapa como solista con Banda Brava (2008-2011, 2014-2017)
En 2008 decide lanzar una orquesta propia. Donde él manejara desde lo musical hasta lo creativo, para evitar problemas como los que pasó con Caña Brava. Bajo imagen propia presentó varias giras en otros países. Sin embargo, a finales de 2017, por problemas con sus socios, abandona el proyecto.
También presentó su programa radial, El Súper Especial de Lucho Paz.

### Tercera etapa en Grupo 5 (2012-2014)
Es en marzo de 2012 que Lucho Paz regresa por tercera y última vez a Grupo 5 donde se reencuentra con su hermano Kike Paz por un corto tiempo.
En esta estadía graba un par de temas para el álbum El ritmo de mi corazón.

### Cuarta etapa como solista con Agua Azul (2018-2021)
En 2018 vuelve como solista con una nueva orquesta, pero esta vez inspirado en el sonido de Agua Marina, el cual es llamada Agua Azul.
En 2021 como homenaje al español Nino Bravo, grabó el disco Un canto a mi ídolo, con 12 temas.

## Discografía
Álbumes:
- Un canto a mi ídolo (2021)[9]
- Te extrañaré (2022)[10]

Sencillos:
- «Tu amor fue una mentira»
- «Motor y motivo»
- «Que levante la mano»
- “Un sueño”
- “Otra noche que paso sin ti”
- ”No vuelvo amar”
- “El Casorio”
- «Amores que rompen el alma»
- «Morir de amor»
- «Chica de mi vida»
- ”Querido ladrón”
- ”Que no daría”

## Premios y reconocimientos
- Premios APDAYC al «mejor intérprete de música tropical».